# José Iranzo Almonacid
José Iranzo Almonacid, dit Anzo (Utiel, Communauté valencienne, 1931 - Valence, mars de 2006) est un peintre espagnol, précurseur du Pop art en Espagne.

## Biographie
Quelques mois après sa naissance, sa famille déménage à Valence, où il étudie au collège des frères des écoles pies. Plus tard, il étudie à l'École d'Arts et Métiers de Valence et poursuit ses études d'architecture à l'École Supérieure de Barcelone. En 1954 il abandonne l’idée de devenir architecte et rentre à Valence pour se consacrer aux arts plastiques. Un an plus tard commence à travailler dans un atelier de lithographie, où il acquerra des connaissances sur les arts graphiques et sur l’image publicitaire. Pendant la décennie de 1960, il participe à des expositions individuelles et collectives et obtient plusieurs reconnaissances nationales et internationales.
En 2003 il reçoit le prix des Arts plastiques de la Généralité valencienne. Il décède en 2006, après une longue maladie. 

## Œuvre
Jusqu'au années 1960 on peut parler de son œuvre de jeunesse, où il peint des huiles et des aquarelles qui montrent une partie de sa vie personnelle. Pendant la décennie de 1960 se déroule une étape influencée par le Pop art, imprégnée de critique sociale. Entre 1967-1985 il développe la série Aislamiento (isolement), pour exprimer la non-communication de l'individu isolé de ce qui l'entoure. Pour ce faire, il utilise de plus en plus de pièces métalliques. 
Dans sa dernière étape Anzo utilise des couleurs contrastées et des figures géométriques. 
L’œuvre d'Anzo est conservée, parmi d'autres, à l'Institut valencien d'art moderne, au Musée Reina Sofía, au Musée d'Art Contemporain de Vilafamés, au Musée de Dessin Julio Gavín de Sabiñánigo et au Musée de Beaux-arts Gravina d'Alicante.